# Cvi Hirš Horowitz
Cvi Hirš nebo též Tzvi Hirsch Horowitz (1872, Krakov – 1945, Nice) byl v Polsku narozený chasidský rabín, který působil v Československu, Nizozemsku, Německu, Belgii a poté jako uprchlík ve Francii. Byl znám jako genealog, zejména židovského rodu Horowitzů.

## Život
Cvi Hirš Horowitz se narodil v polském Krakově v roce 1872, kde jeho otec působil jako rabín. Pocházel v přímé linii od Izaiáše Iš Horowitze z Hořovic (zemřel 1517), vyhnaného ze Španělska. Jeho předky byli také Šem Tov Halevi z Provence v 11. století a Zerachjá Halevi Gerondi (kolem roku 1125–1186).
V době první světové války působil v Brně jako rabín pro uprchlíky z Haliče. Po skončení války strávil dva roky v Nizozemsku, kde získal archiv rodiny Horowitzů a postupně se stal vynikajícím genealogem svého rodu.
V roce 1920 se stal vrchním rabínem v Drážďanech, kde působil po 19 let, po převzetí moci nacisty v Německu však kvůli perzekuci odešel do Antverp, kam převezl svou významnou knihovnu. Po napadení Belgie nacistickým Německem se uchýlil do Francie, do Nice, kde zůstal až do své smrti v roce 1945. Aktivně se podílel na životě tamní komunity v rámci synagogy Ezras-Achim v té době na bulváru Dubouchage č. 24. Zdejší synagoga dosud existuje, avšak na adrese rue Blacas č. 1.
Během holokaustu ztratil dva syny a dceru. Další dva synové a dcera přežili druhou světovou válku a následně se usadili ve Spojených státech.

## Spisy

### Články
Publikoval v :
- Encyclopaedia Judaica (německé vydání)
- Monatschrift fuer die Geschichte und Wissenschaft des Judentums (Měsíčník o historii a vědě židovstva]
- Eshkol
- Sinai

### Spisy
- Kivtei ha-Geonim (dopisy rabínů) Petrykaŭ, 1928
- Toledot Mišpachat Horowitz - Dorot Rishonim (Historie rodiny Horowitzů - První generace) byla vydána v Sefer Tov Ayn v Krakově, 1935 jeho bratrem rabínem Eleazarem Moše Horowitzem.
- Le-Korot ha-Kehillot be-Polonyjah (Historie komunit v Polsku), New York, později rozšířen a přejmenován na Le-Toledot ha-Kehillot be-Polin[3][4], Mosad Harav Kook, Jerusalem, 1978
- Gesher Galicia, 1994